# Niklas Bäckström
Niklas Bäckström (Lula, 22 de agosto de 1989) é um lutador sueco de MMA que atualmente compete na categoria Peso Pena do Ultimate Fighting Championship.

## Carreira no MMA

### Início no MMA
Bäckström iniciou sua carreira nas artes marciais como competidor de wrestling e Brazilian jiu-jitsu. Ele conquistou a faixa roxa de jiu-jitsu após vencer o campeonato sueco em 2008. Backstrom fez duas lutas no MMA amador e conquistou duas vitórias. Em 2009, Bäckström fez sua estreia no MMA profissional.
Depois de ficar invicto após suas três primeiras lutas profissionais, Bäckström assinou com a promoção britânica Cage Warriors. Ele fez sua estreia contra Adam Edwards em abril de 2011 e venceu a luta por decisão unânime.
Bäckström era esperado para enfrentar a promessa e futuro lutador do UFC, Conor McGregor em setembro de 2011 no CWFC: Fight Night 2. No entanto, Backstrom foi forçado a deixar o combate após quebrar sua mão durante seus treinamentos, ele foi substituído por Aron Jahnsen.
Bäckström continuou a competir no circuito europeu e chegou a conquistar o cartel de 7-0 1 NC, e assim assinou com o UFC.

### Ultimate Fighting Championship
Em maio de 2014, foi revelado que Bäckström havia assinado um contrato com o UFC.
Bäckström fez sua estreia substituindo o lesionado Thiago Tavares contra Tom Niinimäki no dia 31 de Maio de 2014 no UFC Fight Night: Muñoz vs. Mousasi. Ele venceu a luta por finalização no primeiro round. Além da vitória, Bäckström ganhou o prêmio de Performance da Noite.
Bäckström enfrentou Mike Wilkinson em 4 de Outubro de 2014 no UFC Fight Night: Nelson vs. Story. Ele foi derrotado por nocaute, encerrando assim sua invencibilidade.
Bäckström enfrentou o israelense Noad Lahat em 20 de Junho de 2015 no UFC Fight Night: Jędrzejczyk vs. Penne. Ele foi derrotado por decisão majoritária após uma luta equilibrada.

## Títulos e realizações

### Mixed Martial Arts
- Ultimate Fighting Championship
  - Performance da Noite (Uma vez)  vs. Tom Niinimäki[13]

### Wrestling
- Campeão do 2012 Swedish National Submission Wrestling Lightweight Tournament em 2012[14]
- Terceiro colocado no Swedish National Submission Wrestling Lightweight Tournament em 2010[15]

### Brazilian Jiu-Jitsu
- Terceiro colocado no Västerås Cup 4 Open Weight Tournament em 2008[16]

## Cartel no MMA
| Cartel no MMA   |            |            |
| 11 lutas        | 8 vitórias | 2 derrotas |
| Por nocaute     | 4          | 1          |
| Por finalização | 2          | 0          |
| Por decisão     | 2          | 1          |
| No contest      | 1          | 1          |

| Res.    | Cartel  | Oponente            | Método                                  | Evento                                 | Data       | Round | Tempo | Local            | Notas                                       |
| ------- | ------- | ------------------- | --------------------------------------- | -------------------------------------- | ---------- | ----- | ----- | ---------------- | ------------------------------------------- |
| Derrota | 8-2 (1) | Noad Lahat          | Decisão (majoritária)                   | UFC Fight Night: Jędrzejczyk vs. Penne | 20/06/2015 | 3     | 5:00  | Berlim           |                                             |
| Derrota | 8-1 (1) | Mike Wilkinson      | Nocaute (soco)                          | UFC Fight Night: Nelson vs. Story      | 04/10/2014 | 1     | 1:19  | Estocolmo        |                                             |
| Vitória | 8–0 (1) | Tom Niinimäki       | Finalização (mata leão)                 | UFC Fight Night: Muñoz vs. Mousasi     | 31/05/2014 | 1     | 4:15  | Berlim           | Performance da Noite                        |
| Vitória | 7–0 (1) | Max Coga            | Nocaute técnico (chute frontal e socos) | Europa MMA - Coga vs. Backstrom        | 22/03/2014 | 1     | 0:15  | Brentwood, Essex |                                             |
| Vitória | 6–0 (1) | Jaakko Vayrynen     | Nocaute técnico (chutes e socos)        | LFN 9 - Fight Night 9                  | 19/10/2013 | 2     | 0:58  | Kuopio           |                                             |
| Vitória | 5–0 (1) | Thomas Hytten       | Nocaute técnico (socos)                 | Vision FC - Fight Night 1              | 05/05/2012 | 2     | N/A   | Karlstad         |                                             |
| Vitória | 4–0 (1) | Sergej Grecicho     | Decisão (unânime)                       | Botnia Punishment 11                   | 23/03/2012 | 3     | 5:00  | Seinäjoki        |                                             |
| Vitória | 3–0 (1) | Adam Edwards        | Decisão (unânime)                       | Cage Warriors FC 41                    | 24/04/2011 | 3     | 5:00  | London           |                                             |
| NC      | 2–0 (1) | Elias Kunnas        | Sem Resultado                           | Artic Fight 3                          | 19/03/2011 | 1     | N/A   | Rovaniemi        | Resultado mudado por motivos não revelados. |
| Vitória | 2–0     | Simon Sköld         | Nocaute técnico (socos)                 | Superior Challenge 6                   | 29/10/2010 | 3     | 3:23  | Estocolmo        |                                             |
| Vitória | 1–0     | Gabriel Mboge Nesje | Finalização (mata leão)                 | Superior Challenge 4                   | 31/10/2009 | 1     | 2:30  | Estocolmo        |                                             |